# Elisabeth von Magnus
Elisabeth von Magnus, geborene Elisabeth Harnoncourt (* 29. Mai 1954 in Wien) ist eine österreichische Opern-, Oratorien-, Lied- und Konzertsängerin (Mezzosopran/Alt).

## Leben
Elisabeth von Magnus studierte nach der Matura Blockflöte an der Wiener Musikhochschule. Anschließend gründete sie das „Ensemble Récréation“ und spielte als Solistin im Concentus Musicus Wien. Folgend begann sie eine Schauspielausbildung am Mozarteum in Salzburg und studierte dann Gesang an der Münchner Hochschule für Musik (heute: Hochschule für Musik und Theater München). Ihre Gesangspädagogin war die Altistin Hertha Töpper. Zusätzlich besuchte sie noch die Klasse für Liedinterpretation bei Paul Schilhawsky in Salzburg und arbeitete als freie Mitarbeiterin beim Österreichischen Rundfunk als Tagessprecherin und Moderatorin eigener Sendereihen.
Ihr Operndebüt gab Elisabeth von Magnus als Polly in Benjamin Brittens Version der Beggar’s Opera im Münchner Marstalltheater. Sie trat während ihrer internationalen Karriere als Konzert- und Opernsängerin in zahlreichen großen Konzerthäusern und bei Musikfestspielen auf: Alte Oper Frankfurt, Berliner Philharmonie, Kölner Philharmonie, Wiener Musikverein, Wiener Konzerthaus, Barbican Centre, Concertgebouw Amsterdam, Carinthischer Sommer, Théâtre des Champs-Élysées, Haydn Festspiele, Musikfestspiele Potsdam, Luzerner Festwochen, Internationale Händel-Festspiele Göttingen, Bachwoche Ansbach, ferner auch in Leipzig, Dresden, Budapest, Florenz, Paris, Linz und Passau.
1990 sang sie die Argene in Vivaldis L’olimpiade unter René Clemencic, die auch auf CD erschienen ist, und 1991 die Clelia in Fux’ Costanza e fortezza unter Howard Arman. 1993 war sie bei den Salzburger Festspielen u. a. in Mozarts c-Moll-Messe, Monteverdis Marienvesper und seiner Oper Die Krönung der Poppea zu hören. Beim Abschlusskonzert des 14. Musikfests Bremen sang sie im September 2003 die Rolle der Martha in Franz Schuberts geistlichem Vokalwerk Lazarus. Sie trat mit Sängern wie Christine Schäfer, Dorothea Röschmann, Michael Schade und Markus Schäfer auf.
Unter der Leitung von Peter Schreier gab sie ihr USA-Debüt in Bachs Matthäuspassion mit dem Los Angeles Philharmonic Orchestra. Mit dem Amsterdam Baroque Orchestra & Choir konzertierte sie in Europa, Japan und den USA. Positiv aufgenommen wurden ihre Opernauftritte in Die Hochzeit des Figaro in der Regie von Jürgen Flimm in Amsterdam und Zürich, in der Barockoper Dido und Aeneas von Henry Purcell sowie in Xerxes von Georg Friedrich Händel.
Mit dem Pianisten Jacob Bogaart bildete sie über viele Jahre ein Duo und konzertierte mit Programmen unterschiedlichster Thematik vom Barock über Klassik und Romantik bis Alban Berg, George Gershwin, Irving Berlin, Cole Porter und Kurt Weill. Sie arbeitete mit Dirigenten wie Claudio Abbado, Frieder Bernius, Frans Brüggen, Dennis Russell Davies, John Fiore, Ádám Fischer, Nikolaus Harnoncourt, Simon Schouten, Markus Stenz, Hans Vonk, Bruno Weil, Lothar Zagrosek und Jaap van Zweden.
Als ausgebildete Schauspielerin übernahm sie auch „grenzüberschreitende“ Rollen und trat auch mit Lesungen auf. Mehrere CDs, Videos, Rundfunk- und Fernsehauftritte (im In- und Ausland) runden ihre künstlerische Tätigkeit ab.
Beginnend ab 1. März 2012 wurde Elisabeth von Magnus zur Vizerektorin für Kunst an der Universität für Musik und darstellende Kunst Graz gewählt und blieb in dieser Funktion bis 29. Februar 2020.

## Privates
Elisabeth von Magnus und ihre drei Geschwister sind die Kinder des Dirigenten Nikolaus Harnoncourt und dessen Ehefrau Alice. Sie war in erster Ehe von 1981 bis 1999 mit dem Tierarzt Ernst-Jürgen von Magnus verheiratet. Der gemeinsame Sohn Arthur Magnus kam Anfang November 2016 im Alter von 31 Jahren unter ungeklärten Umständen in New York zu Tode. Im August 1999 heiratete Elisabeth von Magnus in zweiter Ehe den holländischen Dirigenten und ehemaligen Countertenor Simon Schouten, der im selben Jahr das „Ensemble Lyrique“ gründete.

## Diskografie (Auswahl)
- J. Strauss: Die Fledermaus (Partie der Ida) (East West Records, 1995)
- J. Strauss: Der Zigeunerbaron (Partie der Mirabella) (East West Records, 1996)
- C. M. v. Weber: Der Freischütz (Partie der Brautjungfer) (East West Records, 1996)
- J. S. Bach: Weihnachtsoratorium (Erato, 1996)
- J. S. Bach: Matthäus-Passion (Teldec, 2000)
- J. S. Bach: diverse Kantaten (Challenge Records)
- Canzonettas & Arianne a Naxos Haydn (Challenge, 2002)
- Testoride argonauta (NuovaEra, 2002)
- Tonight Kurt Weill (Preiser, 2006)